# タンタイン県
タンタイン県（タンタインけん、ベトナム語：Huyện Tân Thạnh / 縣新盛?）は、ベトナム社会主義共和国ロンアン省の県。面積は408 km²、人口は82,650人（2019年）である。

## 行政区画
1市鎮12社から構成される。